# KK Bosna Sarajevo
KK Bosna (Bosnisch: Košarkaški klub Bosna) is een basketbalclub in Sarajevo, de hoofdstad van Bosnië en Herzegovina. De club maakt onderdeel uit van de University Sport Society USD Bosna.

## Geschiedenis
In 1978 speelde KK Bosna de finale om de Korać Cup tegen KK Partizan uit Joegoslavië. Ze verloren de finale na verlenging met 110-117. Op 5 april 1979 speelde KK Bosna de finale, onder leiding van wijlen Mirza Delibašić, MVP Žarko Varajić en coach Bogdan Tanjević, tegen de Italiaanse kampioen Emerson Varese. Ze versloegen Varese met 96-93. Varese was toch de ploeg die Europa heeft gedomineerd tijdens de jaren 70. KK Bosna had het Joegoslavische kampioenschap en Beker gewonnen in 1978 en slaagde erin om de belangrijkste spelers te houden: Ratko Radovanović, Žarko Varajić en vooral Mirza Delibašić. KK Bosna begon zijn EuroLeague seizoen in de kwartfinale Groepsfase, waar ze als eerste eindigde in hun groep. Eenmaal in de halve finale groepsfase won KK Bosna van titelverdediger Real Madrid met 114-109 na verlenging in Sarajevo. Bosna zou uiteindelijk al haar thuiswedstrijden winnen en versloeg ook Olympiakos Piraeus BC met  83-88 in Piraeus. In de finale won KK Bosna van Emerson Varese met 96-93 voor 15.000 toeschouwers in het Palais des Sports in Grenoble, Frankrijk. Delibašić leidde zijn team met 30 punten en Žarko Varajić scoorde 45 punten, wat nog steeds de hoogste score is in een geschiedenis van de EuroLeague finale, terwijl Radovanović 10 punten scoorde. KK Bosna werd de eerste club, afgezien van CSKA Moskou, die de Europese Champions Cup wist te winnen zonder buitenlandse spelers op het rooster. Ook speelde KK Bosna in 1979 om de Intercontinental Cup. Ze eindigde als tweede achter EC Sírio uit Brazilië.
In 2014 veranderde de naam nadat er een grote hoop schulden waren naar KK Bosna Royal. In 2022 kwam er een nieuwe sponsor.
In het seizoen 2017-2018 was KK Bosna Royal Sarajevo tegenstander van de Nederlandse basketbalclub Donar uit Groningen in de groepsfase van de FIBA Europe Cup.

## Erelijst
- Kampioenschap van Bosnië en Herzegovina: 4
  - Winnaar: 1998-1999, 2004-2005, 2005-2006, 2007-2008
  - Tweede: 1997-1998, 1999-2000, 2003-2004, 2006-2007, 2008-2009

- Beker van Bosnië en Herzegovina: 3
  - Winnaar: 2004-2005, 2008-2009, 2009-2010
  - Runner-up: 2005-2006, 2010-2011

- Landskampioen Joegoslavië: 3
  - Winnaar: 1977-1978, 1979-1980, 1982-1983
  - Tweede: 1976-1977

- Bekerwinnaar Joegoslavië: 2
  - Winnaar: 1977-1978, 1983-1984
  - Runner-up: 1979-1980, 1985-1986

- EuroLeague: 1
  - Winnaar: 1979

- Korać Cup:
  - Runner-up: 1978

- Intercontinental Cup:
  - Runner-up: 1979

## Bekende (oud)-spelers
- Bogdan Tanjević
- Mirza Delibašić
- Ratko Radovanović
- Žarko Varajić
- Sabit Hadžić
- Vedran Bosnić
- Muhamed Pašalić
- Adin Vrabac
- Jure Zubac
- Damir Krupalija
- Dušan Đorđević
- Evan Bruinsma
- Chase Audige